# ألين يورك
ألين يورك هو لاعب هوكي الجليد كندي، ولد في 17 يونيو 1989 في وتاسكوين في كندا.

## وصلات خارجية
- ألين يورك على موقع دوري الهوكي الوطني (الإنجليزية)
- ألين يورك على موقع EliteProspects.com (الإنجليزية)
- ألين يورك على موقع HockeyDB.com (الإنجليزية)
- ألين يورك على موقع Hockey-Reference.com (الإنجليزية)